# Conca ternana
La Conca ternana è un'area  geografica, situata nell'Umbria meridionale, con andamento pianeggiante, completamente circondata da colline e montagne: l'area, caratterizzata da una densità demografica piuttosto elevata, coincide con il circondario della città di Terni.

## Geografia
Da un punto di vista amministrativo è suddivisa tra i comuni di Terni, Narni, San Gemini, Acquasparta, Amelia e Stroncone, tutti in provincia di Terni, per una popolazione di 155 000 abitanti distribuiti su una superficie di 650 km²: la valle è bagnata dal fiume Nera e dai torrenti Serra e Tescino e il centro più importante è Terni, dal quale prende il nome.
Il paesaggio appare quanto mai variegato: sui versanti montagnosi abbondano i lecci, mentre a quote più basse è frequente incontrare oliveti; il versante meridionale ospita vasti filari e siepi; il territorio della Conca, sebbene presenti vaste aree agricole, è sede di estesi complessi industriali, siderurgici e chimici, tra i più imponenti d'Europa.

## Detti
- Narni Terni e Dindorni